# Neurologisk skaldjursförgiftning
Neurologisk skaldjursförgiftning -NSP – Neurologic shellfish poisoning är en typ av skaldjursförgiftning som orsakas av polyeter brevetoxiner som produceras av dinoflagellater, en av havets viktigaste primärproducenter  .
När toxinerna ansamlas i skaldjuren kan konsumtion av rå eller tillagade skaldjur orsaka Neurologisk skaldjursförgiftning. Skadligt för fiskar, fåglar och människor. 
Symptomen som kan uppkomma vid Neurologisk skaldjursförgiftning är exempelvis illamående, yrhet, magsjuka, svettningar, stickningar, kramper, talsvårigheter, torr mun, sväljnings- och andningssvårigheter. Även blodtrycksfall, hjärtsvikt och kardiovaskulär kollaps kan förekomma i vissa fall. Symptom uppkommer inom 30 min till 3 timmar efter förtäring och varar i upp till några dagar